# In Light
Albums de Givers
Givers Ep
(2009)
In Light est le premier album du groupe américain d'indie pop Givers, sorti le 7 juin 2011 en Amérique du Nord sur le label Glassnote Records et en octobre 2011 au Royaume-Uni sur le label Island Records, ainsi qu'en Europe sur Cooperative Music. Il a été enregistré en janvier 2010 au Dockside Studios à Maurice en Louisiane. L'album est sorti à la fois sous un support CD, vinyle et numérique.
In Light reprend quatre chansons du précédent maxi Givers Ep, soit Up, up, up, Meantime, Saw You First et Ceiling Of Plankton. 

## Réception
In Light a été bien reçu par les critiques, certains parlant de découverte de l'année,,,.
Certaines chansons ont été reprises dans un jeu vidéo et pour des publicités, soit:
- Le 29 août 2011, par le biais de sa page Facebook, EA Sports annonce officiellement que la chanson Up, Up, Up fera partie de la bande son de leur jeu vidéo de football FIFA 12[6].

- Le 28 septembre 2011, Amazon.com sort sa publicité pour sa tablette tactile Kindle Fire qui comprend la chanson Words de Givers comme trame sonore[7].

- En octobre 2011, Turner Classic Movies, utilise la chanson Saw You First pour faire la promotion de sa chaîne de télévision par câble[8].

- Le 5 novembre 2011, Amazon.com lance une deuxième publicité pour sa tablette tactile Kindle Fire qui comprend la chanson Atlantic[9].

## Liste des pistes
| No  | Titre               | Durée |
| --- | ------------------- | ----- |
| 1.  | Up Up Up            | 4:33  |
| 2.  | Meantime            | 5:02  |
| 3.  | Saw You First       | 5:07  |
| 4.  | Ripe                | 5:05  |
| 5.  | Noche Nada          | 4:47  |
| 6.  | Ceiling of Plankton | 4:20  |
| 7.  | In My Eyes          | 4:47  |
| 8.  | Atlantic            | 4:54  |
| 9.  | Go Out at Night     | 7:24  |
| 10. | Words               | 5:33  |

## Vidéo-clips
- Le 27 juin 2011, Up, up, up devient le premier vidéo-clip de Givers[10]. Filmé à Manhattan, on y retrouve chacun des membres du groupe dans un paysage à la fois urbain et organique qu'ils survolent à la Peter Pan.
- Le 30 août 2011, le vidéo-clip Meantime est lancé. Dirigé par Benjamin Kutsko, l'on retrouve les membres du groupe, ainsi que leur doublon enfant explorant une vieille maison louisianaise jusqu'à ce qu'un scintillement de lumières laisse apparaître un jam session dans le jardin avec des jeunes qui dansent avec frénésie[11],[12].

## Crédits

### Musiciens
- Kirby Campbell : choriste, échantillonnage et batterie
- Taylor Guarisco : voix, guitare et guitare basse sur Atlantic
- William (Will) Henderson : clavier, échantillonnage et flûtes
- Tiffany Lamson (Tiff) : voix, percussions et ukulélé
- Joshua Leblanc (Josh) : choriste, guitare basse et guitare sur In My Eyes et Atlantic

### Musiciens additionnels
- Nick Stephan : Flûtes et claviers sur Saw You First, Ceiling Of Plankton et Atlantic
- Sam et Jack Craft : Instruments à cordes sur Ripe, Noche Nada et Words
- Les familles des musiciens : Claquement des mains sur Noche Nada

### Personnel d'enregistrement
- Ingénieur du son - Prise de son : Korey Richey à l'exception de Atlantic par Eric Heigle. Enregistré au Dockside Studios à Maurice, LA.
- Ingénieurs du son complémentaire : Tony Daigl et Kirby Campbell.
- Mixage audio : Ben Allen au Maze Studios à Atlanta, GA pour les pistes 1 à 7. Chris Coady au DNA Studios à New York, NY pour les pistes 7 et 10, au Gigantic Studio à New York, NY pour la piste 8 et au Carriage House Studio à Stamford, CT pour la piste 9.
- Mastering : Greg Calbi au Sterling Sound, New York, NY.